# Бермудские Острова на зимних Олимпийских играх 2002
Бермуды принимали участие в Зимних Олимпийских играх 2002 года в Солт-Лейк-Сити (США) в четвёртый раз за свою историю, но не завоевали ни одной медали.